# Karasjok
Karasjok (Kárášjoga in sami), è un comune norvegese della contea del Finnmark. 
Capoluogo del comune è il centro abitato omonimo che sorge lungo le sponde del fiume Karasjohka e dista circa 266 km da Capo Nord, 217 da Hammerfest, 18 dal confine finlandese e 130 da Kautokeino, alla quale è congiunta tramite la strada E6.
Sebbene Kautokeino conti il maggior numero di abitanti di etnia sami, Karasjok è considerata la capitale della Lapponia; hanno qui sede infatti il Parlamento Sami, la biblioteca e una radio in lingua sami. È presente anche un museo-parco che illustra le abitudini e le tradizioni del popolo Sami.

## Geografia fisica

### Territorio
Il territorio comunale si trova ai confini con la Finlandia dalla quale lo separa il fiume Anárjohka che dopo la confluenza con il fiume Karasjohka assume il nome di Deatnu
Karasjok si trova su un altopiano a circa 300 m s.l.m. attraversato da numerosi corsi d'acqua caratterizzati dalla presenza di pagliuzze d'oro e con percorsi tortuosi e ramificati, il punto più elevato del comune è il monte Vuorji (1 024 m s.l.m.) situato nella parte settentrionale del comune. 
Le vallate sono ricoperte di boschi di conifere e betulle mentre la vegetazione dell'altopiano è caratterizzata da arbusti e betulle, la parte meridionale del comune è compresa nel Parco nazionale Øvre Anárjohka. 

### Clima
La più bassa temperatura registrata in Norvegia venne rilevata a Karasjok il 31 dicembre del 1886 con −51,4 °C. Solitamente la temperatura può arrivare a −40° d'inverno e +30° d'estate.

## Monumenti e luoghi d'interesse
A Karasjok è presente la chiesa in legno più antica di tutto il Finnmark, la Gamlekirke, che risale al 1807. Si tratta dell'unico edificio della città sopravvissuto ai bombardamenti e agli incendi del secondo conflitto mondiale.